# Phân họ Xén tóc
Cerambycinae là một phân họ bọ cánh cứng trong họ Cerambycidae. Phân họ này gồm hơn 750 chi.
Khi cắn loài vật có thể gây nhức và màu tím ở vết cắn

## Các tông
Achrysonini - Agallissini - Alanizini - Anaglyptini - Aphanasiini - Aphneopini - Auxesini - Basipterini - Bimiini - Bothriospilini - Brachypteromini - Callichromatini - Callidiini - Callidiopini - Cerambycini - Certallini - Childonini - Clytini - Compsocerini - Coptommatini - Curiini - Deilini - Dejanirini - Diorini - Distichocerini - Dodecosini - Dryobiini - Eburiini - Ectenessini - Elaphidiini - Eligmodermini - Erlandiini - Eroschemini - Eumichthini - Gahaniini - Glaucytini - Graciliini - Hesperophanini - Hesthesini - Heteropsini - Holopleurini - Holopterini - Hyboderini - Ibidionini - Ideratini - Lissonotini - Lygrini - Macronini - Megacoelini - Methiini - Molorchini - Mythodini - Necydalopsini - Neostenini - Obriini - Ochyrini - Oedenoderini - Oemini - Opsimini - Paraholopterini - Phalotini - Phlyctaenodini - Phoracanthini - Phyllarthriini - Piesarthriini - Piezocerini - Platyarthrini - Plectogastrini - Plectromerini - Pleiarthrocerini - Protaxini - Prothemini - Psebiini - Pseudocephalini - Psilomorphini - Pteroplatini - Pyrestini - Rhagiomorphini - Rhinotragini - Rhopalophorini - Rosaliini - Sestyrini - Smodicini - Spintheriini - Stenhomalini - Stenoderini - Stenopterini - Strongylurini - Tessarommatini - Thraniini - Thyrsiini - Tillomorphini - Torneutini - Trachyderini - Tragocerini - Trichomesini - Tropocalymmatini - Typhocesini - Unxiini - Uracanthini - Vesperellini - Xystrocerini

## Hình ảnh

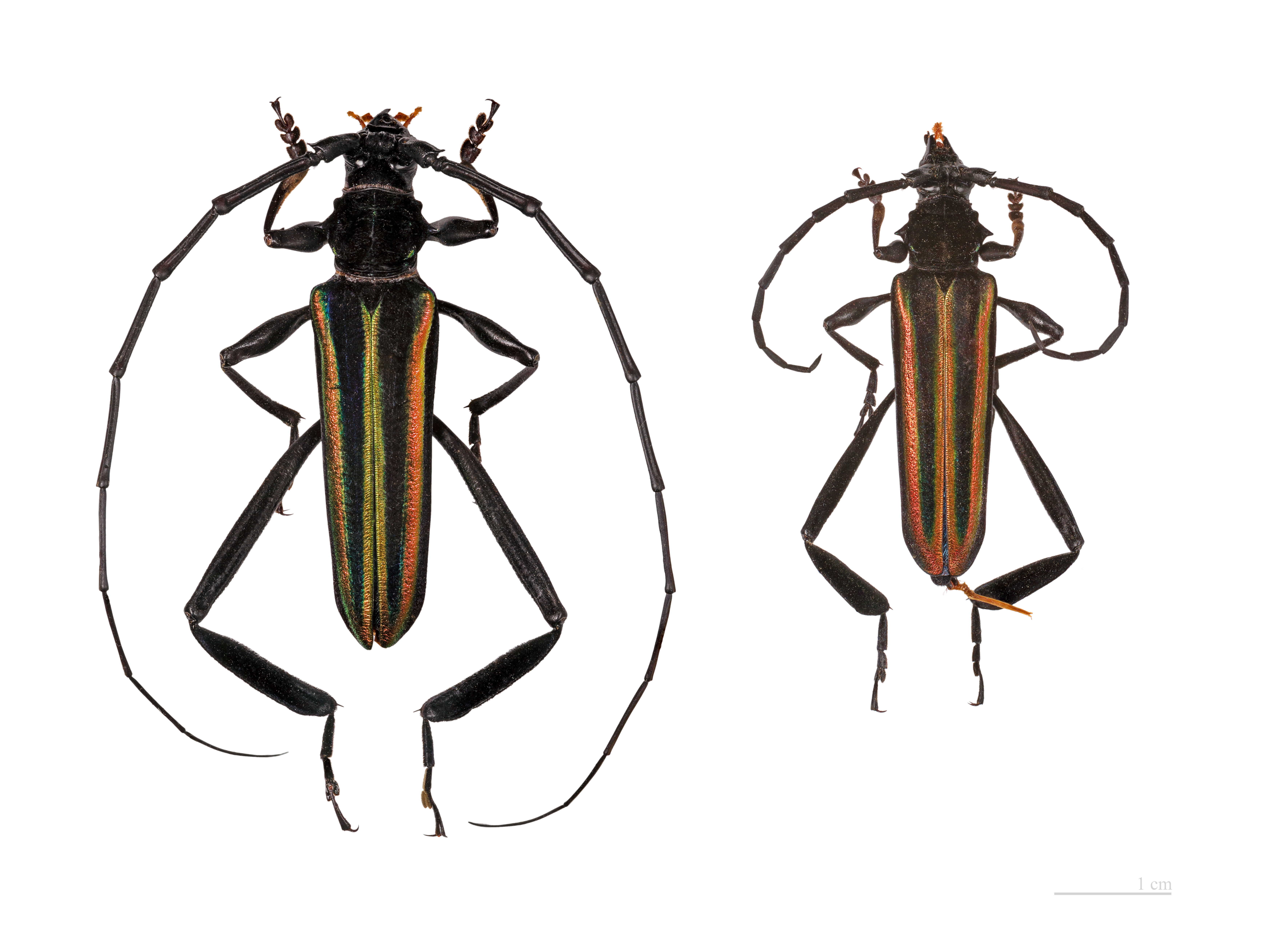
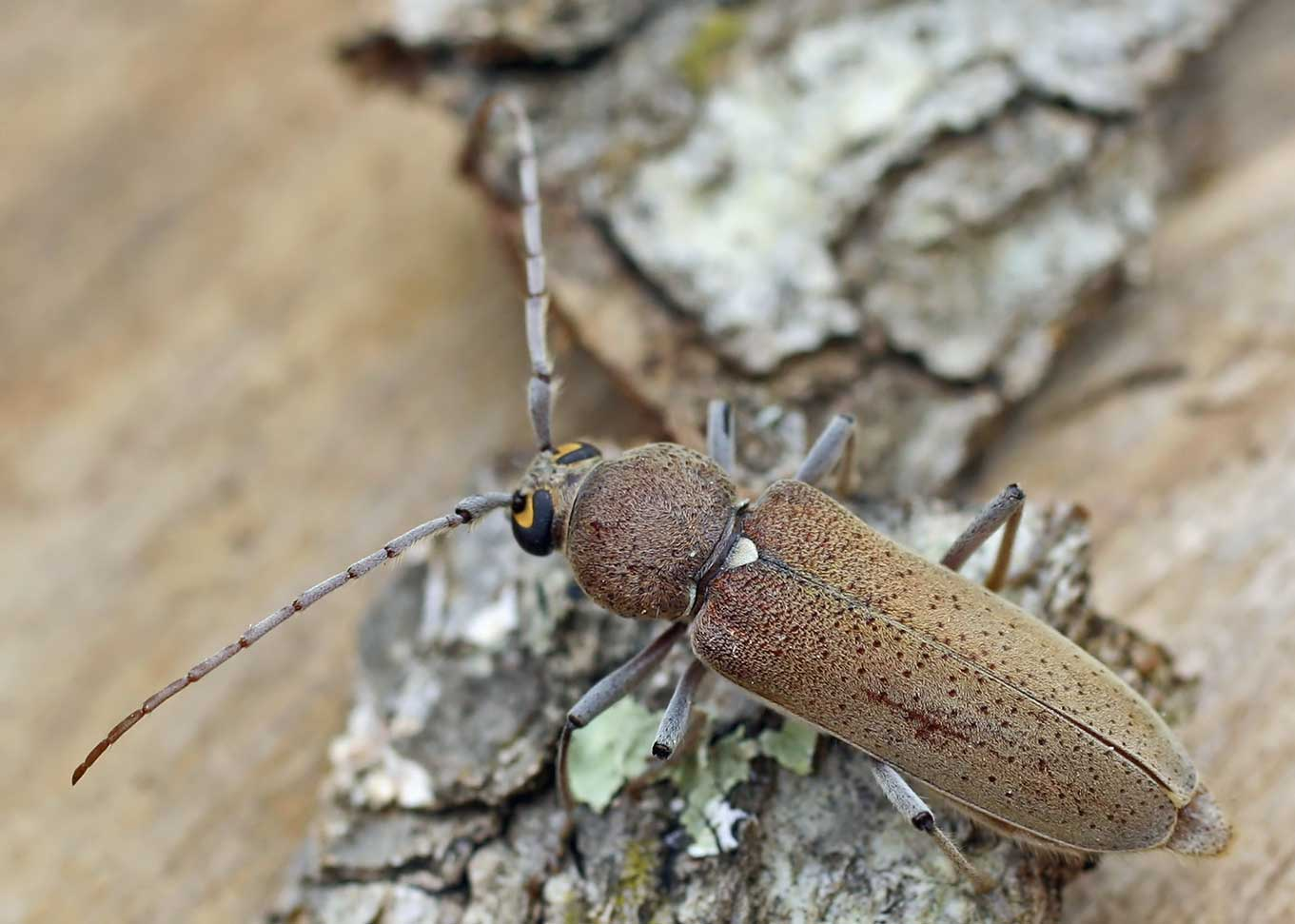
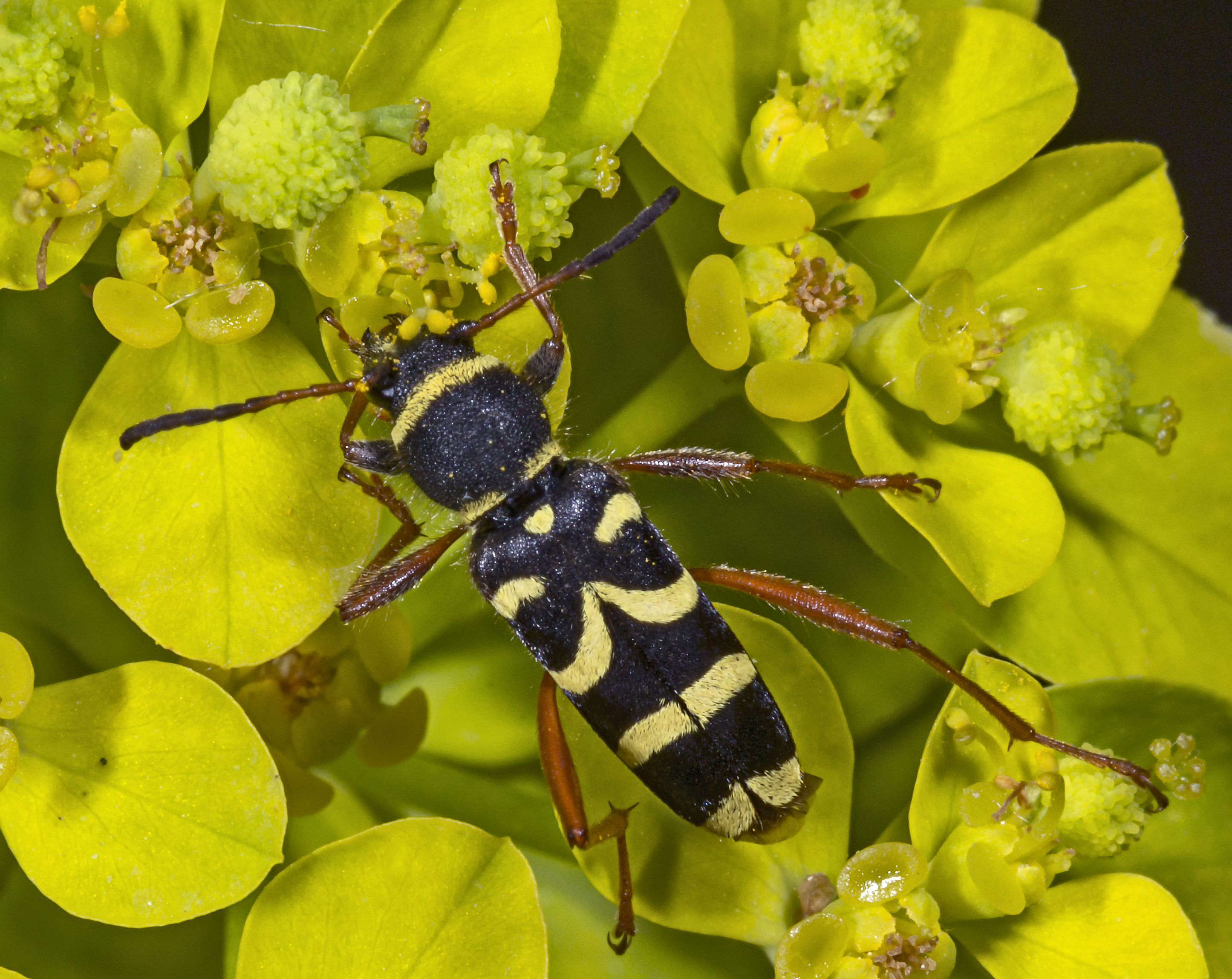
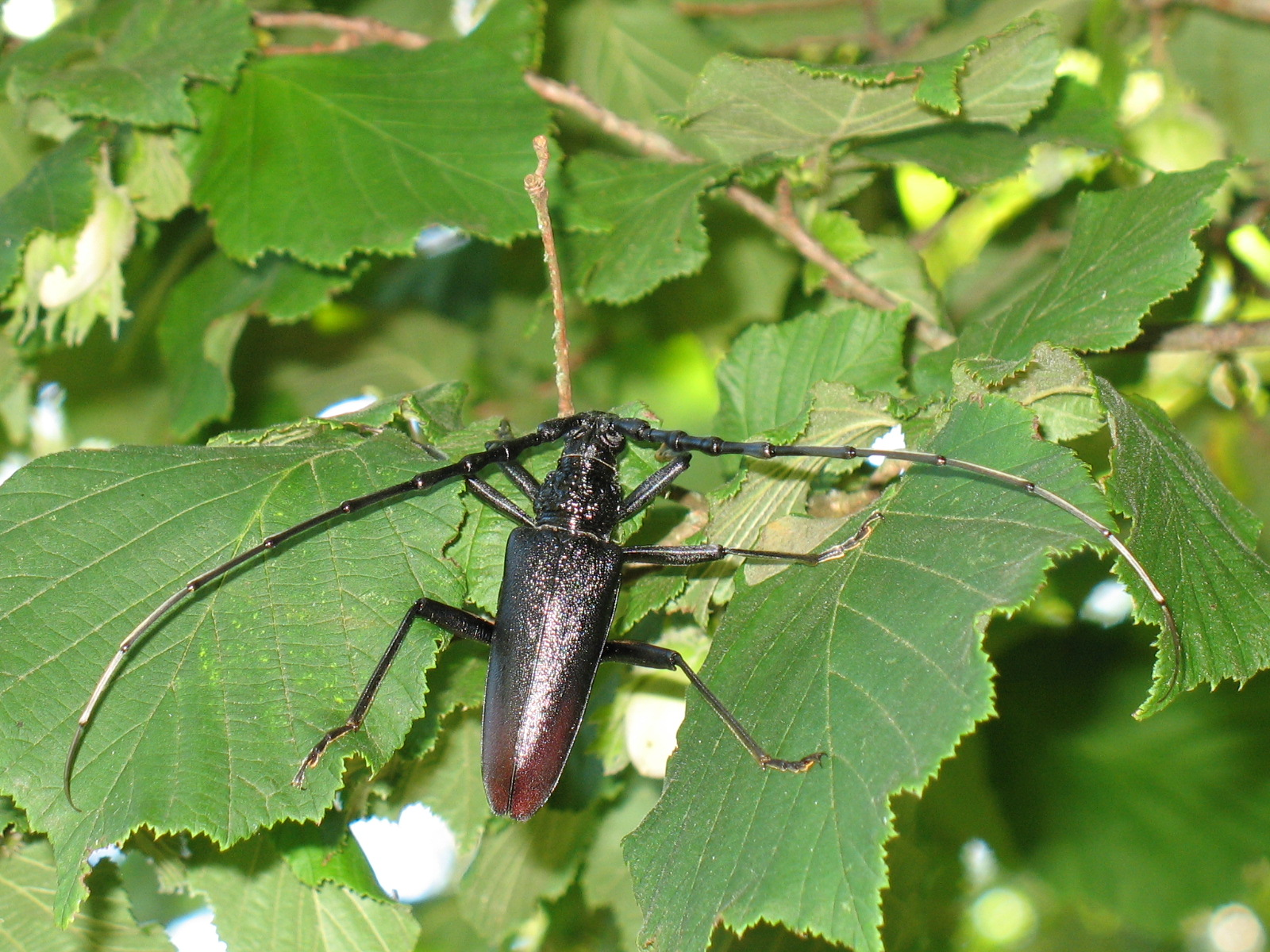